# Dominic Samuel (calciatore 29 settembre 1994)
Dominic Samuel (Toronto, 29 settembre 1994) è un calciatore canadese, difensore svincolato.

## Carriera

### Club

#### Gli inizi
Ha giocato quattro anni a calcio al college alla Southern New Hampshire University tra il 2012 e il 2015.
Mentre era al college, nel 2014 ha militato con i Seacoast United Phantoms nella Premier Development League, e nel 2015 con il Sigma FC. È stato nominato difensore dell'anno della League1 Ontario nel 2015.

#### Rochester Rhinos
Dopo aver concluso il college, è stato in prova con i N.E. Revolution, ma alla fine non ha firmato il contratto. Poco dopo ha firmato con i Rochester Rhinos nella United Soccer League.

#### Sigma FC
Nel 2017 fa ritorno al Sigma FC, giocando 17 partite e realizzando due reti in campionato.
Rimane al Sigma anche per la stagione successiva, dove colleziona 16 presenze e una rete. Al termine della stagione viene eletto nella miglior squadra del campionato e nominato difensore dell'anno per la seconda volta. Durante la sua militanza al Sigma, lavorava su turni di 10 ore nei giorni feriali in un deposito di legname, prima di andare agli allenamenti e turni di cinque ore nei giorni delle partite del fine settimana.

#### Forge FC
Il 25 febbraio 2019 firma con il Forge, franchigia della Canadian Premier League.

### Nazionale
Nell'aprile del 2011 è stato convocato dalla nazionale canadese Under-17 per uno stage in vista del campionato nordamericano di calcio Under-17. Tuttavia, alla fine non è stato convocato per la fase finale del torneo.

## Statistiche

### Presenze e reti nei club
Statistiche aggiornate al 20 dicembre 2021.
| Stagione        | Squadra          | Campionato      | Campionato | Campionato | Coppe nazionali | Coppe nazionali | Coppe nazionali | Coppe continentali | Coppe continentali | Coppe continentali | Altre coppe | Altre coppe | Altre coppe | Totale | Totale |
| Stagione        | Squadra          | Comp            | Pres       | Reti       | Comp            | Pres            | Reti            | Comp               | Pres               | Reti               | Comp        | Pres        | Reti        | Pres   | Reti   |
| --------------- | ---------------- | --------------- | ---------- | ---------- | --------------- | --------------- | --------------- | ------------------ | ------------------ | ------------------ | ----------- | ----------- | ----------- | ------ | ------ |
| 2016            | Rochester Rhinos | USL             | 28         | 0          | USOC            | 1               | 0               |                    | -                  | -                  |             | -           | -           | 29     | 0      |
| 2019            | Forge            | CPL             | 26         | 0          | CC              | 2               | 0               | CL                 | 4                  | 0                  |             | -           | -           | 32     | 0      |
| 2020            | Forge            | CPL             | 10         | 0          |                 | -               | -               | CL                 | 4                  | 0                  |             | -           | -           | 14     | 0      |
| 2021            | Forge            | CPL             | 28         | 0          | CC              | 2               | 0               | CL                 | 7                  | 0                  |             | -           | -           | 37     | 0      |
| Totale Forge    | Totale Forge     | Totale Forge    | 64         | 0          |                 | 4               | 0               |                    | 15                 | 0                  |             | -           | -           | 83     | 0      |
| Totale carriera | Totale carriera  | Totale carriera | 92         | 0          |                 | 5               | 0               |                    | 15                 | 0                  |             | -           | -           | 112    | 0      |

## Palmarès

### Club

#### Competizioni nazionali
- Canadian Premier League: 4

Forge: 2019, 2020, 2022, 2023